# دوري الدرجة الأولى الغامبي
دوري الدرجة الأولى الغامبي لكرة القدم هي مسابقة كرة القدم بين أندية غامبيا .
البطل الحالي هو نادي ستيف بيكو.